# Meer van Shkodër
Het Meer van Shkodër (Albanees: Liqeni i Shkodrës; Montenegrijns: Скадарско језеро, Skadarsko jezero) is een meer op de grens van Montenegro en Albanië. Het is met een oppervlakte van minstens 368 km² het grootste meer van Zuid-Europa. De waterstand en daarmee de oppervlakte van het meer variëren overigens sterk: in dooitijd kan het meer groeien tot 540 km².
Het meer is genoemd naar de Albanese stad Shkodër, die overigens niet direct aan de oever ligt. Het Albanese deel van het meer, dat circa een derde van de totale oppervlakte beslaat, ligt in het gelijknamige district.
Het meer wordt gevoed door de rivier de Morača en door onderaardse bronnen, waarvan sommige tientallen meters diep zijn. De rest van het meer bereikt een diepte van hoogstens 9 meter.
De rivier de Bunë (Servisch: Bojana) vormt de afvoer naar de Adriatische Zee, waarvan het meer ooit deel uitmaakte. Tussen het meer en de zee ligt het Rumijagebergte.
Aan de Montenegrijnse kant maakt het meer sinds 1983 deel uit van het Nationaal Park Skadarsko Jezero, waar 270 vogelsoorten voorkomen. Daaronder bevinden zich ook een aantal van de laatste pelikanen in Europa. Dankzij beschermingsmaatregelen is de populatie hier stabiel.